# Giuni Russo
Giuni Russo (* 10. September 1951 als Giuseppa Romeo in Palermo; † 14. September 2004 in Mailand) war eine italienische Sängerin und Songwriterin. 
Giuni Russo war das achte von neun Geschwistern. Sie gewann 1967 das Musikfestival von Castrocaro und debütierte in der Folge beim Sanremo-Festival 1968, noch unter ihrem bürgerlichen Namen Giusy Romeo. Ihr bekanntestes Lied ist der 1982 erschienene Titel Un’estate al mare, der von Franco Battiato geschrieben wurde.
Sie starb in der Nacht des 13. September 2004 in ihrem Haus in Mailand im Alter von 53 Jahren an Krebs. Russo wurde in einem Abschnitt des Cimitero maggiore bestattet, der traditionell den Karmelitinnen vorbehalten war.